# Lijst van gemeentelijke monumenten in Boxtel (gemeente)
De gemeente Boxtel telt 217 gemeentelijke monumenten. Hieronder een overzicht. 

## Boxtel
De plaats Boxtel telt 149 gemeentelijke monumenten. Zie de Lijst van gemeentelijke monumenten in Boxtel (plaats) voor een overzicht.

## Esch
De plaats Esch telt 37 gemeentelijke monumenten. Zie de Lijst van gemeentelijke monumenten in Esch voor een overzicht.

## Liempde
De plaats Liempde telt 31 gemeentelijke monumenten. Zie de Lijst van gemeentelijke monumenten in Liempde voor een overzicht.
's-Hertogenbosch ·
Alphen-Chaam ·
Altena ·
Asten ·
Baarle-Nassau ·
Bergeijk ·
Bergen op Zoom ·
Bernheze ·
Best ·
Bladel ·
Boekel ·
Boxtel ·
Cranendonck ·
Deurne ·
Dongen ·
Drimmelen ·
Eersel ·
Eindhoven ·
Etten-Leur ·
Lijst van gemeentelijke monumenten in Geertruidenberg ·
Geldrop-Mierlo ·
Gemert-Bakel ·
Gilze en Rijen ·
Goirle ·
Halderberge ·
Heeze-Leende ·
Helmond ·
Heusden ·
Hilvarenbeek ·
Laarbeek ·
Land van Cuijk ·
Maashorst ·
Meierijstad ·
Moerdijk ·
Nuenen, Gerwen en Nederwetten ·
Oirschot ·
Oisterwijk ·
Oosterhout ·
Oss ·
Reusel-De Mierden ·
Roosendaal ·
Someren ·
Son en Breugel ·
Lijst van gemeentelijke monumenten in Steenbergen ·
Tilburg ·
Valkenswaard ·
Vught ·
Waalre ·
Waalwijk ·
Woensdrecht ·
Zundert